# مجلة الشباب الجديد

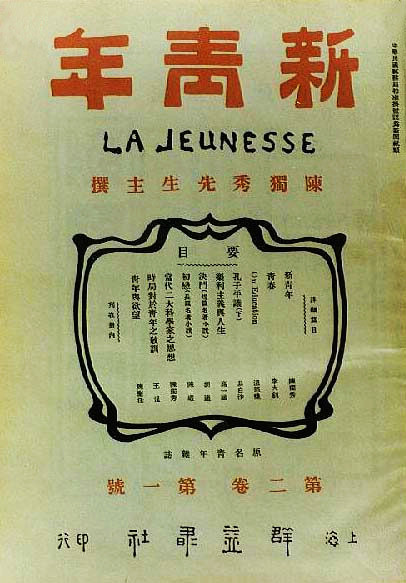
غلاف العدد الأول من المجلد الثانى الخاص بالمجلة

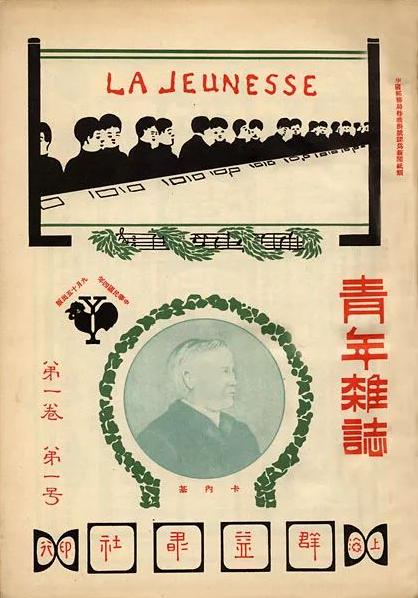
مجلة الشباب الجديد (الفترة الأولى)

```
تشغل 
مجلة الشباب الجديد
 مكانة كبيرة في 
الصين
 خصوصاً في أواخر العِقد الأول من القرن العشرين. تكمنّ أهميتها في فترة حركة الرابع من مايو، وهي مجلة شهرية، يتكون فيها المجلد الواحد من ستة أعداد، وقد تم إصدار تسعة مجلدات بإجمالى 54 عدد من المجلة في الفترة بين 15 سبتمبر عام 1915 حتى 1926ن وأُسست في 
شانغهاى
 على يد 
تشن دونغ سيو
، وكانت تُنشر في 
دار نشر شنغهاى للكتاب
، ويتم التعديل عليها بواسطة 
تشيان سوان تونغ
، 
جاو يي هان
، 
هو شيه
، 
لى دا تجن
، 
شين إي مو
، 
ليو بان نونغ
 
ولو شون
. بعد ذلك تم تغييرها إسمه إلى دورية الشباب، وغير مسموح داخلها بأى مساهمة خارجية، وكانت هذه المجلة هي شرارة انطلاق الحركة الثقافية الجديدة التي دعت إلى العلوم والديمقراطية والأدب الجديد. بعد 
الثورة البلشفية
 بروسيا، أصبحت المجلة إحدى أهم المنصات اللتى دعت لقيام 
الشيوعية
، ومن ثم أصبحت أول مِنصة تدعو لبناءالحزب الشيوعى الصينى.
```

## تاريخها
بعد فشل ثورة شينهاي أمعن تش دون سيو اتفكير في وضع الصين الحالى، وأن الثورات السياسية ليس لها فائدة، فلن يتم إنقاذ الصين وبنائها لتصبح جمهورية إلا من خلال قيام ثورة. عاد من اليابان إلى شنغهاى في صيف عام 1915، ومن ثمَ بدأ يفكر في إعداد هذه المجلة، قام أولاً بالتشاور مع وانغ مانغ تزو الذي يعمل بمكتبة شرق آسيا، وعندما أدرك إنه لا مجال للتعاون، عرض فكرة المجلة على الأخوين، تم تعديلها بمنزل تشن دو سيو القاطن في منطقة الامتيازات الفرنسية بشنغهاي طريق سونغ شان رقم 21. 
ناشد تشن دو سيو الشباب من خلال هذه المجلة بعدة أشياء هم:-
1. الحرية والتخلص من العبودية
2. التقدم للأمام والتخلص من الجمود الفكري
3. التقدم للأمام وعدم الرجوع للخلف
4. الانفتاح على العالم، وعدم التقيد بحدود الدولة
5. الاعتماد على الحقيقة ليس على الوهم
6. الاستناد على العلوم ليس على الخيال

عندما يريد الشعب الصيني أن يتخلص من عصر الجهل، وأولئك الذين يخجلون من أن يكونوا ضحلين، فإنهم حريصون على اللحاق بالركبِ، وينبغي أن يكون كل من العلم وحقوق الإنسان متساويين. هذه هي فكرة المناداة ب الديمقراطية والعلم.
في الفترة الأولى من ظهور المجلة كانت تتخذ إسماً فرنسياً وهو (La Jeunesse)، على الرغم من أن العدد الأول لها طُبع منه ألف نسخة، إلا أنه لم يلق رواجاً كبيراً في المجتمع.

## التوجه نحو موجة الغضب
استقبلت مؤسسة الكتاب بشنغهاى رسالة من جمعية الشبان المسيحيين، وتقول فيها أن اسم مجلة الشباب يشبه اسم مجلة شنغهاى للشباب، لذا يجب تغير إسمها، ومن ثم تم تغيير إسمها تحسباً لوقوع أي أخطاء. تم عقد عدة مناقشات مع الأخوين تشين شي، ونانغ مانغ تزو وتشن دوسيو، وبعد مناقشات عديدة تم تغيير اسم المجلة مع صدور المجلد الثانى لها إلى مجلة الشباب الجديد. في بداية صدورها كان تشن دو سيو هو رئيس تحريرها.
تم وقف صدور المجلد الأول العدد السادس لمدة سبعة أشهر، وذلك بسبب اندلاع حرب الحماية العالمية ف الخامس من فبراير عام 1916، وفي شهر سبتمبر من العام نفسه، أعادوا تسميتها بمجلة الشباب الجديد، وتم إصدار المجلد الأول العدد السادس الذي كان قد توقف بسبب الحرب، والمجلد الثانى العدد الأول وبسبب احترام كوريا الشمالية ل للآراء لآرا كونفوشيوس، فقد نُشرَ فيهه مقال ل إي باى شا بعنوان «اجتماع كونفوشيوس»، ثم بعد ذلك بدءاً من المجلد الثانى العدد الثانى والثالث والسادس وذلك منذ أكتوبر عام 1916 حتى شهر ينونيو من عام 1917، حيث بدأ تشين دو سيو بنشر مقالات بعنوان: كانغ يو ويي، الدستور والتعاليم الكونفشيوسية، طريق كونفيوش والحياة الحديثة، الفكر القديم ونظام الدولة، بعث يوان شيكاي من جديد والاحترام ووغيرها من المقالات المنددة لكونفشيوس.
في نوفمبر 1916، كان تشن دو سيو ووانغ مينغ تزو المساهمين في مكتبة يادونغ ومؤسسة شنغهاي للكتاب المكوث في بكين لعدة أشهر، ثم بعد ذلك دعاه تساي يوان بي ليكون من ذوى الشأن في الفنون الليبرالية، تم نقل مقر المجلة إلى بكين عام 1917، ويقع عوانه في شارع دونغ خوا، وحاة ديان جان، لكن لازال المكان المخصص ل لطباعة الجريدة في شنغهاي. نشر رد خوشيه على تشن دو سيو في مقال يسمى الارتقاء بالأدب، وأحدثت ضجة كبيرة، وخصوصاً على وو يي القاطن بمقاطعة سيتشوان ساهمت في انتشارها على مدي واسع وأثر على الأدب إنذاك، حتى أُطلق عليه اليد فقط يمكنها أن تتغلب على، تم توقف إصدارها في شهر أغسطس، وهذا بعت نر المجلد الثالث منها. تم وقفها حتى لا تنتشر ويتسع مداها.
ثم عادت مرة أخرى في 15 يناير من عام 1918،  ونُشر منها المجلد الرابع العدد الأول، وشارك في تعديلها سيان سوانغ تونغ، ليو بان نونغ، هو شيه، شين ين مو، جاو إي هان، لو شون، نُشر في المجلد الرابع العدد الثالث مقالة بعنوان إشعار من قسم التحرير في المجلة، حيث أنه بدءاً من صدور المجلد الرابع العدد الأول، سيتم إلغاء اللوائح الموجودة، حيث أنه سيشارك الكل في التحرير سوياً. غير مسموح ب مشتريات إضافية. نشر لو سون روايته مذكرات مجنون في المجلد الرابع العدد الخامس من المجلة، وذلك في الخامس عشر من مايو.مما ساهم في دعم حركة نقد كونفوشيوس.
في خريف عام 1917 قامت دار جونغ خوا للنشر بشنغهاي بافتتاح منتدى شانغ داوغيرها من المنتديات، وتم تنظيم جمعية تختص بدراسة الروح، وفي عام 1918 تم النشر والإعلان عن مجلة «دراسة الأرواح» والتي تهتم بالبحث في كل ما يتعلق ب الأرواح وماإلى ذلك. حيث قاموا بتعديلات جذرية في هذا الشأن، وتم عقد مناقشات مع دو يا تشوان رئيس تحرير "مجلةالشرق"، حيث تم الإعلان عن ضحض الأفكار والمعتقدات التقليدية وإنماءالفكر الديمقراطي.
في بداية عام 1919، قامت دار شنغهاي للكتاب بترجمة وبطبع كافة أعداد المجلة بدءاَ من المجلد الأول حتى المجلد الخامس، حيث لاقت رواجاً ضخماً، فبمجرد الإعلان عن عن صدور الأعداد تهافت عليها الكثيرون، حتى بِيع العديد منها في المدارس.

## الانقسامات
بسبب نشر تشن دو سيو لمقالة «صوت الشعب في بكين» تم إيقاف نشر الجريدة لمدة خمسة أشهر، ومن ثم استقال من عمله بالجريدة، وعاد بعدها إلى شنغهاي في شهر أكتوبر واستأنف عمله في الجامعة مرة أخري، لكنه ظل متمسكاً بمكانته كمحرر في المجلة والتي كان مقرها ببكين في شارع يو يان طريق يوان خوان رقم 2، وقام بتعديل المجلد السابع في ديسمبر عام 1919، حيث نشر مقالة في العددالأول من المجلد السابع بعنوان«تفسير علامات الترقيم وأشكال الخطوط المستخدمة» حيث أشار فيها إلى علامات الترقيم والخطوط المستخدمة بدءاً من المجلد السابع العدد الأول. قام خوشيه في نهاية عام 1920 بالإشارة إلى أنه لا يجب التحدث في الأمور السياسية في المجلة، وعارض كلاً من تشن دو سيو، لو شون ولى دا تجن وغيرهم.

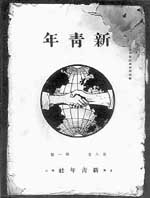
غلاف المجلة بعد إصلاح والانفتاح في الصين

قام الحزب الشيوعى الصينى عام 1920 بإجماع الآراء على تغيير المجلة، ومنذ العدد الأول في المجلد الثامن تم تغييرها إلى، تم تغيير الغلاف الخارجي إلى: شكل كرة أرضية يتصافح أمامها اثنان، مما ينم عن اتحاد الصين مع سوفيت روسيا بعد الثورة البلشفية،  ويعبر أيضاً عن اتحاد طبقة البروليتاريا في العالم، وتتصافح اليدان أمام المحيط الأطلسي، هو شعار الحزب الشيوعى الأمريكي. 
انضم إلى أعضاء قسم التحرير عدة أشخاص منهم لى هان دون، تشنغ وانغ داو ويوان تشن يينغ وغيرهم من الأعضاء. تم إالغاء الشراكة مع دار نشر شنغهاي للكتاب، وتم إنشاء دار نشر مستقلة تسمى دار الشباب الجديد للنشر، وفي نفس الوقت تم زيادة حجم العمود الخاص بالكتابة عن الدراسات الروسية، وذلك وصولاً للمجلد التاسع العدد الثالث. طرح خوشية عدة تساؤلات حول هذا التغيير الجديد، معتقداً بأن سرعة سكان بكين في الكونغ أكبر من سكان شنغهاي. 
قام خوشيه في عام 1921 بالتعاون مع دا لى تشجن، لو شيون، تشيان سوان تونغ، جاو إي هان وتاو مانغ، حيث أنهم دعو مرة أخرى للتجديد،
بحيث تصبح تقريباً النسخة الصينية عن «روسيا السوفيتية»، وقد أرسل بطاقة بريدية إلى تشن وانغ داو يعارض فيها الإعلان عن الشيوعية، وفي نفس الوقت نالت هذه التغييرات نقد كبير من قبل المجتمع، وفي نفس الوقت كان البريد غير مسموح في المنطقة المسيطر عليها أمير الحرب، ومن ثمَ ذلك حدثت انقسمات داخلية. وبعدها قام خوشيه بإنشاء مجلة أدبية فلسفية، تقسيم النظرية الماركسية اللينينية، ونقل قسم التحرير إلى بكين. ومع ذلك، لا يزال تشن متشبث برأيه، وألغى قسم التحرير في بكين.
تم نقل دار نشر الشباب إلى مدينة غوانزو عام 1921، ونٌشر هناك العدد السادس من المجلد الثامن، وقام تشنغ وانغ داو وغيره بالتحرير فيها. بعدما تم تأسيس الحزب الشيوعي الصيني في شهر يوليو من نفس العام، أصبحت المجلة منشور يهتم بالنظريات، وفي شهر سبتمبر تولى تسن دو سيو رئاسة تحريره مرة أخرى، وبعد صدور أول طبعة منه تم إيقافه. بعد أقل من عام تم نشر الطبعة الثانية (المجلد التاسع العدد السادس).

## تغييرات لاحقة
من أجل توسيع نفوذ وتأثير المجلة، تمَ إعادة نشرها مرة أخرى عام 1923 لكن كمجلة موسيمية، تصدر كل موسم، ورئسها تشو تشيو باي، وفي الاجتماع الرابع للحزب الشيوعى الصين قرروا تغييرها لتصبح مجلة شهرية، ورئسها بانغ شي شو. تعذر على المجلة المواصلة والاستمراالماركسيةر فتوقفت نهائياً بعد إصدار العدد الخامس _وهو آخر عدد لها_عام 1926.

## التأثير
كانت هذه المجلة هي الدليل على انطلاق الحركة الثقافية الجديدة، وإعلاء كلمة العلم والديموقراطية، والمناداة ب الأدب الجديد وضحض الأدب القديم، والمناداة بحركة تغيير لغة الكتابة من اللغة الصينية الكلاسيكية إلى لغة أسهل في فهم واللتي تُسمى الباي خوا. تأثرت أيضاً ب الثورة البلشفية التي قامت في روسيا عام 1917. بدأت المجلة في فترة لاحقة ب الإعلان عن الماركسية وفلسفة الماركسية.

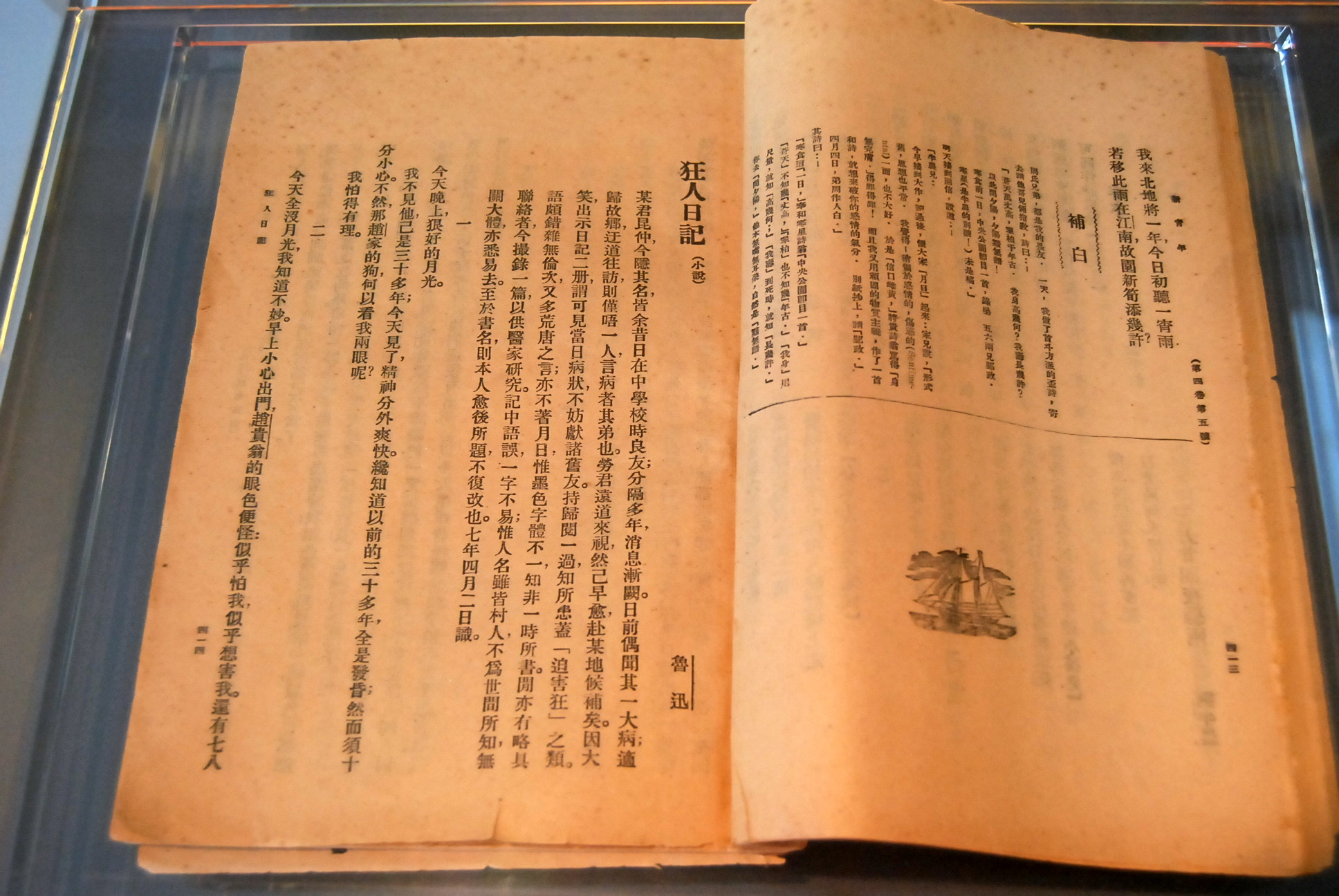
رواية 《مذكرات مجنون》والتي نُشرت في المجلد الرابع العدد الخامس الخاص بالمجلة في 15/5/1928

ترجم خوشيه في سبتمبر عام 1916 رواية روسية تُدعى 《الصراع الحاسم》 ونشَرَها في العدد الأول من المجلد الثانى الخاص بالمجلة، فهى تُعد بمثابة أول راوية مكتوبة باللغة الصينية العامية تُنشر بالمجلة.
نشر خو شيه في العدد الخامس من المجلد الثانى 「إتفاقية تحسين الأدب」، وإعلاء مكانة اللغة العامية الصينية عن طريق ضحض الفكر القديم مثل: فكر الكونفوشيوسي الكونفوشيوسي، بالإضافة إلى دفع الثورة الأدبية لتصبح هي المسعى المرجوّ.
1. نشر لو شيون رواية 《 مذكرات مجنون》 كأول عمل روائى يُنشر بالعامية في المجلة في الخامس عشر من مايو عام 1918.[5]
2. نشر لى دا تجن عدة مقالات منها 《انتصار العامة》و 《 انتصار البلشفية》، ونشر الفكر الماركسي.
3. نشر تشن دو سيو مقال بعنوان 《 إن الرفيق لم يقترف ذنباً》 إنه ففط من أجل إعلاء الديمقراطية والعلوم اقترف هذا الذنب. من أجل إصلاح النواحي السياسية، الفكرية والفنية في الصين، كان هناك ضغط كبير من الحكومة، وتهكمات من المجتمع حيال هذا الأمر، ولكن هذا لم يغير من الأمر شئ. فهى المرة الأولى التي تم إطلاق على العلم والديمقراطية فيها 「赛MR , 德MR」 على الترتيب.

تأثر العديد من أعضاء الحزب الشيوعي الصينى بالمجلة ومن أبرزهم الزعيم الصينى ماو تسي تونغ.

## النقد
بعد نشر مجلة الشباب الجديد، قُبلت بالنقد من مجلة 学衡 الداعمة للثقافة الصيينة التقليدية.